# 區適子
區適子（?—?），字正叔，號登洲先生。宋末縣境鮀洲（今廣東順德陳村鎮潭村白雲橋）人。後因區適子號登洲先生而易其地名為登洲。
幼爽迈，能文词，以博學多才聞名鄉里，人稱“登洲先生”。入元不仕，曰：“吾南人操南音，安能与达鲁花赤俯仰耶。”。一說童蒙課本《三字經》為其所撰。

## 相關文物
- 區適子紀念館